# Robert Osterloh (Schauspieler)

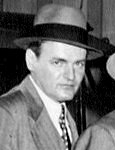
Robert Osterloh

Robert Osterloh (* 31. Mai 1918 in Pittsburgh, Pennsylvania; † 16. April 2001 in Los Osos, Kalifornien) war ein US-amerikanischer Schauspieler.

## Leben
Robert Osterloh wurde 1918 in Pittsburgh, im US-Bundesstaat Pennsylvania geboren. Er war der Sohn von Dr. Charles T. Osterloh und Emma Geiselhart Osterloh. Er besuchte die Perry High School, danach begann er als Theaterschauspieler zu arbeiten. Der Regisseur Rudolph Maté entdeckte ihn in einer Theaterproduktion von The Philadelphia Story und verpflichtete ihn daraufhin für seinen nächsten Film Incident.
1948 gab Osterloh mit Incident sein Filmdebüt. Bald darauf erhielt er einen Studiovertrag bei Warner Brothers. Osterloh war ein vielseitiger Nebendarsteller, der sowohl Gangster als auch Polizisten oder Offiziere viele Male darstellte. Rollen als Gangster hatte er etwa im Jahr 1949 in dem Film noir Gewagtes Alibi neben Burt Lancaster sowie in dem Thriller Sprung in den Tod neben James Cagney. Im Science-Fiction-Klassiker Der Tag, an dem die Erde stillstand (1951) oder dem Horrorklassiker I Bury the Living (1958) spielte er hingegen Offiziere.
1951 hatte er seine erste Fernsehrolle in der Serie The Bigelow Theatre. Viele weitere folgten. 1952 erhielt er in der Serie Rebound erstmals eine wiederkehrende Rolle. 1952 bis 1954 erschien Osterloh in fünf Folgen der Fernsehserie Schlitz Playhouse of Stars. Später übernahm er Gastrollen in auch in Deutschland ausgestrahlten Serien wie Perry Mason, Bonanza, Die Unbestechlichen und Der Chef. Zuletzt trat er 1972 als Schauspieler in Erscheinung. Sein Schaffen umfasst mehr als 130 Produktionen für Film und Fernsehen.
Osterloh war von 1945 bis zu deren Tod 1979 mit Harriet Hughes verheiratet, die er in England bei der US-Armee kennengelernt hatte. Das Paar hatte vier Kinder. Nach seinem Rückzug aus dem Schauspielgeschäft lebte Osterloh an seinen Wohnsitzen in Sherman Oaks, Kalifornien, und Union Dale, Pennsylvania.

## Filmografie
- 1948: Incident
- 1948: The Dark Past
- 1949: Gewagtes Alibi (Criss Cross)
- 1949: I Cheated the Law
- 1949: Alarm in der Unterwelt (The Undercover Man)
- 1949: Die Brut des Satans (City Across the River)
- 1949: Banditen am Scheideweg (The Doolins of Oklahoma)
- 1949: Illegal Entry
- 1949: Sprung in den Tod (White Heat)
- 1949: Pinky
- 1950: Gefährliche Leidenschaft (Gun Crazy)
- 1950: The Palomino
- 1950: Harbor of Missing Men
- 1950: Der Henker saß am Tisch (711 Ocean Drive)
- 1950: A Lady Without Passport
- 1950: Der einsame Champion (Right Cross)
- 1950: Unter Einsatz des Lebens (Southside 1-1000)
- 1951: In Rache vereint (The Great Missouri Raid)
- 1951: The Bigelow Theatre (Fernsehserie, Folge 1x22)
- 1951: Der Todesfelsen von Colorado (New Mexico)
- 1951: The Fat Man
- 1951: Dem Satan singt man keine Lieder (The Prowler)
- 1951: No Questions Asked
- 1951: Der Tag, an dem die Erde stillstand (The Day the Earth Stood Still)
- 1951: Stadt in Aufruhr (The Well)
- 1951: Trommeln im tiefen Süden (Drums in the Deep South)
- 1951: Die Höhle der Gesetzlosen (Cave of Outlaws)
- 1952: The Colgate Comedy Hour (Fernsehserie, Folge 2x21)
- 1952: Die Feuerspringer von Montana (Red Skies of Montana)
- 1952: Meuterei auf dem Piratenschiff (Mutiny)
- 1952: Rebound (Fernsehserie, 3 Folgen)
- 1952: Korea (One Minute to Zero)
- 1952: The Unexpected (Fernsehserie, Folge 1x28)
- 1952: The Ring
- 1952: The Doctor (Fernsehserie, Folge 1x07)
- 1952: Your Jeweler’s Showcase (Fernsehserie, Folge 1x06)
- 1952: The Files of Jeffrey Jones (Fernsehserie, eine Folge)
- 1952–1954: Schlitz Playhouse of Stars (Fernsehserie, 5 Folgen)
- 1953: My Hero (Fernsehserie, Folge 1x14)
- 1953: Big Town (Fernsehserie, Folge 3x24)
- 1953: Your Favorite Story (Favorite Story, Fernsehserie, Folge 1x03)
- 1953: Crown Theatre with Gloria Swanson (Fernsehserie, 2 Folgen)
- 1953: Chevron Theatre (Fernsehserie, 2 Folgen)
- 1953: Geheimkommando Afrika (The Royal African Rifles)
- 1953: Four Star Playhouse (Fernsehserie, Folge 2x09)
- 1953: Private Eyes
- 1953: Hände weg, Jonny! (Wicked Woman)
- 1953: Der Wilde (The Wild One)
- 1953, 1955: You Are There (Fernsehserie, 2 Folgen)
- 1953, 1957: Cavalcade of America (Fernsehserie, 2 Folgen)
- 1954: Mr. & Mrs. North (Fernsehserie, Folge 2x02)
- 1954: Terror in Block 11 (Riot in Cell Block 11)
- 1954: Kleine Spiele aus Übersee (Fireside Theater, Fernsehserie, Folge 6x30)
- 1954: Johnny Guitar – Wenn Frauen hassen (Johnny Guitar)
- 1954: The Lone Wolf (Fernsehserie, Folge 1x33)
- 1954: Medic (Fernsehserie, Folge 1x10)
- 1954: The Whistler (Fernsehserie, 2 Folgen)
- 1954: Waterfront (Fernsehserie, Folge 1x21)
- 1954: For the Defense (Fernsehfilm)
- 1954–1955: Public Defender (The Public Defender, Fernsehserie, 2 Folgen)
- 1955: The Man Behind the Badge (Fernsehserie, Folge 2x04)
- 1955: The Star and the Story (Fernsehserie, Folge 1x12)
- 1955: Sieben Reiter der Rache (Seven Angry Men)
- 1955: An Annapolis Story (The Blue and Gold)
- 1955: Sensation am Sonnabend (Violent Saturday)
- 1955: Stage 7 (Fernsehserie, Folge 1x18)
- 1955: Soldiers of Fortune (Fernsehserie, Folge 1x24)
- 1955: Der Einzelgänger (Man with the Gun)
- 1955: General Electric Theater (Fernsehserie, Folge 4x07)
- 1955: Celebrity Playhouse (Fernsehserie, 2 Folgen)
- 1955–1956: Geschichten, die der Alltag schrieb (Fernsehserie, 3 Folgen)
- 1955–1958: Jane Wyman Show (Jane Wyman Presents The Fireside Theatre, Fernsehserie, 5 Folgen)
- 1956: Die Dämonischen (Invasion of the Body Snatchers)
- 1956: Noch heute sollst du hängen (Star in the Dust)
- 1956: Johnny Concho
- 1956: Wenn man Millionär wär’ (The Millionaire, Fernsehserie, Folge 3x04)
- 1956: Crusader (Fernsehserie, 2 Folgen)
- 1956: Hot Cars
- 1956: The Desperados Are in Town
- 1956: Ethel Barrymore Theater (Fernsehserie, 2 Folgen)
- 1957: The 20th Century-Fox Hour (Fernsehserie, Folge 2x13)
- 1957: Code 3 (Fernsehserie, Folge 1x24)
- 1957: So enden sie alle (Baby Face Nelson)
- 1957, 1959: Perry Mason (Fernsehserie, 2 Folgen)
- 1957–1964: Wagon Train (Fernsehserie, 5 Folgen)
- 1958: Target (Fernsehserie, Folge 1x02)
- 1958: Playhouse 90 (Fernsehserie, Folge 2x30)
- 1958: Rauchende Colts (Gunsmoke, Fernsehserie, Folge 3x32)
- 1958: Die Letzten der 2. Schwadron (Fort Massacre)
- 1958: Asphaltgeier (The Case Against Brooklyn)
- 1958: I Bury the Living
- 1958, 1962: Wells Fargo (Tales of Wells Fargo, Fernsehserie, 2 Folgen)
- 1959: Der Mann mit der Kamera (Man with a Camera, Fernsehserie, Folge 1x15)
- 1959: Alcoa Presents: One Step Beyond (One Step Beyond, Fernsehserie, Folge 1x13)
- 1959: Warlock
- 1959: Desilu Playhouse (Westinghouse Desilu Playhouse, Fernsehserie, 2 Folgen)
- 1959: Tightrope! (Fernsehserie, Folge 1x04)
- 1959: Dezernat M (M Squad, Fernsehserie, Folge 3x05)
- 1959: Bonanza (Fernsehserie, Folge 1x08 Die Deidesheimer Story)
- 1959: The Lawless Years (Fernsehserie, Folge 2x05)
- 1959: Law of the Plainsman (Fernsehserie, Folge 1x08)
- 1959–1960: This Man Dawson (Fernsehserie, 2 Folgen)
- 1959, 1961: Die Unbestechlichen (The Untouchables, Fernsehserie, 2 Folgen)
- 1959–1961: Der zweite Mann (The Deputy, Fernsehserie, 3 Folgen)
- 1960: Stunde der Entscheidung (Markham, Fernsehserie, Folge 1x31)
- 1960: Menschen im Weltraum (Men Into Space, Fernsehserie, Folge 1x21)
- 1960: Westlich von Santa Fé (The Rifleman, Fernsehserie, Folge 2x24)
- 1960: Am Fuß der blauen Berge (Laramie, Fernsehserie, Folge 1x26)
- 1960: Hotel de Paree (Fernsehserie, Folge 1x23)
- 1960: Josh (Wanted: Dead or Alive, Fernsehserie, Folge 2x32)
- 1960: Wer den Wind sät (Inherit the Wind)
- 1960: Boris Karloff’s Thriller (Thriller, Fernsehserie, Folge 1x05)
- 1960: Checkmate (Fernsehserie, Folge 1x04)
- 1960: Shotgun Slade (Fernsehserie, Folge 2x02)
- 1960: U.S. Marshal (Fernsehserie, eine Folge)
- 1961: The Brothers Brannagan (Fernsehserie, Folge 1x16)
- 1961: Coronado 9 (Fernsehserie, Folge 1x27)
- 1961: Es geschah in den Zwanzigern (The Roaring 20s, Fernsehserie, Folge 1x23)
- 1961: Assignment: Underwater (Fernsehserie, Folge 1x33)
- 1961: Whispering Smith (Fernsehserie, Folge 1x01)
- 1961: Cain’s Hundred (Fernsehserie, Folge 1x11)
- 1964: The Outer Limits (Fernsehserie, Folge 1x21)
- 1965: Young Dillinger
- 1965: The Legend of Jesse James (Fernsehserie, Folge 1x14)
- 1966: … denn keiner ist ohne Schuld (The Oscar)
- 1966: Wettlauf mit dem Tod (Run for Your Life, Fernsehserie, Folge 1x27)
- 1966: Der Todesschuss (Warning Shot)
- 1966–1967: FBI (The F. B.I., Fernsehserie, 2 Folgen)
- 1967: Invasion von der Wega (The Invaders, Fernsehserie, Folge 1x07)
- 1967: Gefährlicher Alltag (Felony Squad, Fernsehserie, Folge 1x29)
- 1968: Schatten über Elveron (Shadow over Elveron, Fernsehfilm)
- 1968: Rosemaries Baby (Rosemary’s Baby)
- 1968: Coogans großer Bluff (Coogan’s Bluff)
- 1971: Der Chef (Ironside, Fernsehserie, 2 Folgen)
- 1972: The Delphi Bureau (Fernsehserie, Folge 1x00)
- 1972: Hec Ramsey (Fernsehserie, Folge 1x03)